# Asynapteron ranthum
Asynapteron ranthum är en skalbaggsart som beskrevs av Martins 1970. Asynapteron ranthum ingår i släktet Asynapteron och familjen långhorningar. Inga underarter finns listade.